# Cerisy-Buleux
Cerisy-Buleux (picardisch: Çrisin-Buleux) ist eine nordfranzösische Gemeinde mit 277 Einwohnern (Stand 1. Januar 2022) im Département Somme in der Region Hauts-de-France. Die Gemeinde liegt im Arrondissement Amiens und ist Teil der Communauté de communes Somme Sud-Ouest und des Kantons Poix-de-Picardie.

## Geographie

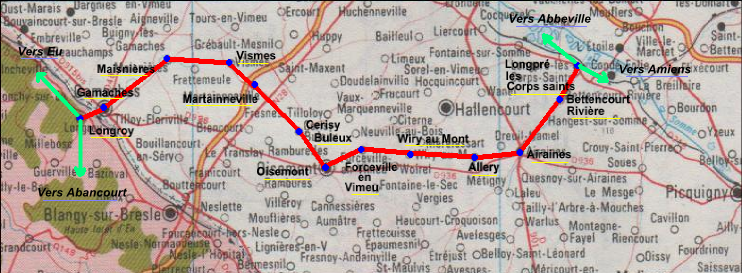
Ehemalige Bahnstrecke nach Gamaches

Die Gemeinde liegt rund drei Kilometer nordwestlich von Oisemont an der 1993 stillgelegten Bahnstrecke von Longpré-les-Corps-Saints nach Gamaches. Zu Vismes gehört das Gehöft Harleux.

## Einwohner
| 1962 | 1968 | 1975 | 1982 | 1990 | 1999 | 2006 | 2011 |
| ---- | ---- | ---- | ---- | ---- | ---- | ---- | ---- |
| 336  | 342  | 281  | 272  | 278  | 260  | 252  | 258  |

## Verwaltung
Bürgermeister (maire) ist seit 2014 Dominique Bayart.

## Sehenswürdigkeiten
- Mariä-Geburts-Kirche[1]
- Tuffsteinkreuz, das auf das 13. Jahrhundert datiert wird